# Insurance: Mathematics and Economics
Insurance: Mathematics and Economics (IME) ist eine zweimonatlich erscheinende  wissenschaftliche Zeitschrift zu volkswirtschaftlichen Themen. Ihr Schwerpunkt liegt auf der Theorie, Modellierung und Berechnungsmethoden von Versicherungen und Risikomanagement. Das Journal möchte so die fragmentierten Bereiche Versicherungsmathematik und Finanzwirtschaft verbinden.
Insurance: Mathematics and Economics wird seit 1982 vom niederländischen Verlagshaus Elsevier mit zunächst fünf, ab 2001 mit sechs Ausgaben pro Jahr verlegt. Es wurde von Hans-Ulrich Gerber gegründet.

## Redaktion
Die Redaktion wird derzeit (2015) gemeinsam vom Hansjörg Albrecher, Marc Goovaerts, Rob Kaas und Elias Shiu geleitet, wobei Rob Kaas als Chef vom Dienst fungiert. Sie werden von Phelim P. Boyle, Arnold F. Shapiro und Jef Teugels als beratenden Redakteuren, Hans-Ulrich Gerber als Ehrenredakteur und einer Reihe von assoziierten Redakteuren unterstützt.

## Rezeption
Insurance: Mathematics and Economics hat nach eigenen Angaben einen Impact-Faktor von 1.128.
Combes und Linnemer sortieren das Journal mit Rang 72 von 600 wirtschaftswissenschaftlichen Zeitschriften in die drittbeste Kategorie A ein.